# Duroliponte
Duroliponte (auch Durolipons) ist der antike Name einer kleinen römischen Stadt an der Stelle des heutigen Cambridge in England. Der antike Name des Ortes ist bisher nur im Itinerarium provinciarum Antonini Augusti überliefert. Der Ort lag an der Kreuzung einiger wichtiger Straßen.
Die Geschichte von Duroliponte ist vor allem durch Ausgrabungen im Gebiet der heutigen Stadt bekannt. Hier gab es schon eine eisenzeitliche Siedlung. Kurz nach der Eroberung Britanniens durch die Römer wurden hier einige kleinere Befestigungen erbaut, die wohl die hiesigen Straßen und den Flussübergang schützen sollten. Um 70 n. Chr. wurde ein Fort errichtet. Dieses ist bisher nur schlecht untersucht und die Funktion als Militärlager bleibt somit ungewiss. Schon am Beginn des 2. Jahrhunderts wurde das Fort abgetragen. Wenig ist von der Siedlung des zweiten und dritten Jahrhunderts bekannt, doch scheinen die meisten Häuser eher einfache Fachwerkbauten mit nur einem Raum gewesen zu sein. Es fand sich aber immerhin ein Gebäude aus Stein, das sogar Hypokausten aufwies. Dabei handelt es sich vielleicht um eine Mansio (Rasthaus, Herberge). Reste von Wandmalereien in verschiedenen Bauten belegen einen bescheidenen Wohnluxus. Gruben, in denen sich Skelette von Pferden, Hunden, aber auch Kindern und Luxusobjekte fanden, werden als Opfergruben eines Heiligtums interpretiert, in dem vielleicht eine keltische Gottheit verehrt wurde und dem Ort regionale Bedeutung gab.
In der Mitte des vierten Jahrhunderts wurde ein ca. 8,6 ha großes Gebiet der Stadt mit einer Mauer, in der bisher drei Tore nachgewiesen wurden, umgeben. Auf dieses konzentrierte sich nun der Ort, der wohl im 5. Jahrhundert aufgegeben wurde.